# 沃斯托奇內島
沃斯托奇內島是俄羅斯的島嶼，屬於北地群島的一部分，由克拉斯諾亞爾斯克邊疆區負責管轄，長6.3公里、寬5.2公里，最高點海拔高度43米，島上無人居住。